# Saint-Christophe (Charente-Maritime)
Saint-Christophe település Franciaországban, Charente-Maritime megyében. Lakosainak száma 1405 fő (2022. január 1.). Saint-Christophe Aigrefeuille-d’Aunis, Anais, Clavette, La Jarrie, Saint-Médard-d’Aunis és Virson községekkel határos.

## Népesség
A település népessége az elmúlt években az alábbi módon változott:
| Lakosok száma | 575  | 766  | 827  | 1108 | 1275 | 1370 | 1357 | 1362 | 1376 | 1405 |
|               | 1968 | 1982 | 1990 | 2006 | 2013 | 2015 | 2017 | 2019 | 2020 | 2022 |